# البسط الشرقية في عصر النهضة
استُخدِمت البُسط الشرقية ذات الأصول الشرق أوسطية، مثل: السجاد التركي والسجاد الإيراني والسجاد الأذري أو من المشرق (الشرق الأدنى) ودولة المماليك في مصر أو شمال أفريقيا، كخصائص زخرفية في الفنون التشكيلية لأوروبا الغربية من القرن الرابع عشر وما بعده. وُجدت رسوم للبُسط الشرقية بكثرة في لوحات عصر النهضة، مقارنةً بالسجاد الفعلي الذي أُنتج قبل القرن السابع عشر، رغم أن أعدادها ازدادت في العقود الأخيرة. لذا، اعتمدت الأبحاث الفنية في المقارنات التاريخية على السجاد المُمثل في اللوحات الأوروبية المؤرَّخة في أواخر القرن التاسع عشر.

## خلفية تاريخية فنية
ازدادت أنشطة العلماء وهواة جمع الفن التي بدأت في أواخر القرن التاسع عشر بشكل كبير مع وجود مجموعة البُسط الشرقية الباقية، وهذا ما سمح لهم بإجراء مقارنة أكثر تفصيلًا للسجاد الحالي مع نظيراتها المطلية. أدت نتائج أبحاث المقارنة الغربية إلى تاريخ ثقافي أكثر تفصيلًا عن الفن الشرقي لنسيج السجاد. وهذا ما جدَّد وألهم الاهتمام العلمي بها في البلدان الأصلية. ظلَّت الأبحاث القائمة على لوحات عصر النهضة والسجاد المحفوظ في المتاحف والمجموعات تساهم في توسيع نطاق المعرفة الفنية والثقافية والتاريخية.
يوفر تقليد الواقعية الدقيقة بين الرسامين الغربيين في أواخر القرن الخامس والسادس عشر مواد تصويرية غالبًا ما تكون مفصلة بما يكفي لتبرير الاستنتاجات حول التفاصيل الدقيقة للسجاد المطلي. يُعامل السجاد بعناية فائقة من ناحية تقديم الألوان والأنماط وتفاصيل الشكل والتصميم: يشير الملمس المرسوم للسجاد في صورة العذراء والطفل في بيتروس كريستوس، ورسم الأشكال والأنماط الفردية، إلى أن النسيج المصور هو سجادة منسوجة من الوبر.
يعمل السجاد من الناحية البصرية على لفت الانتباه إلى شخص مهم، أو لتسليط الضوء على الموقع الذي يجري فيه عمل كبير. بدأت تظهر رسوم القديسين والمشاهد الدينية بشكل أساسي على السجاد بالتوازي مع تطور لوحة عصر النهضة. دمج السجاد لاحقًا في السياقات العلمانية، ولكنه خدم دائمًا فكرة الفخامة الغريبة والترف والثروة. أولًا، خُصّص استخدامها للأشخاص الأقوى والأكثر ثراءً، من أجل الملوك والنبلاء. ثم مع زيادة عدد الأشخاص أصحاب الثروات الكافية لشراء سلع الرفاهية، ظهر السجاد الشرقي في بورتريه التجار والسُّكان الأثرياء. انخفض الاهتمام بالسجاد في أواخر القرن السابع عشر والثامن عشر. وبشكل مماثل، انخفض اهتمام اللوحات بالتفاصيل.
كانت البُسط الشرقية الغنية بالتصاميم تروق جدًا للرسامين الغربيين. وأثرت الغنى اللوني على الرسامين من البندقية العظيمة في كواترسينتو. وقد اقترح أن التمثيل التصويري للسجاد مرتبط بتطور الرسم المنظوري، الذي وصفه ليون باتيستا ألبيرتي لأول مرة في عام 1435.
يُعتبر تصوير البُسط الشرقية في لوحات عصر النهضة مساهمةً مهمةً في «تاريخ الفن العالمي»، استنادًا إلى تفاعلات التقاليد الثقافية المختلفة. وصل السجاد من العالم الإسلامي بأعداد كبيرة إلى أوروبا الغربية بحلول القرن الخامس عشر، الذي أصبح معروفًا بشكل متزايد باعتباره حلقة زمنية محورية في اللقاءات الثقافية التي ساهمت في تطوير أفكار عصر النهضة والفنون والعلوم. وفر التواصل المكثف -بالأخص التجارة المتزايدة بين العالم الإسلامي وأوروبا الغربية- مصادر مادية وتأثيرات إسلامية على الفن الغربي خلال القرون القادمة. في المقابل، أثرت طلبات السوق الأوروبية أيضًا على إنتاج السجاد في بلده الأصلي.

## أصل النهج المقارن وحدوده
نشر يوليوس ليسينغ كتابه عن تصميم السجاد الشرقي في عام 1871. واعتمد فيه على اللوحات الأوروبية أكثر من فحص السجاد الموجود على أرض الواقع بسبب نقص المواد؛ لأن السجاد الشرقي القديم لم يكن قد جُمعَ بعد في الوقت الذي عمل فيه يوليوس على الكتاب. لقد أثبت نهج ليسينغ أهمية تحديد التسلسل الزمني العلمي لنسيج السجاد الشرقي، وقد تطوَّر وتوسع بشكل رئيس على يد علماء «مدرسة برلين» لتاريخ الفن الإسلامي: فلهلم فون بوده، وخلفاؤه فريدريش ساري، إرنست كونل، وطوَّر كورت إردمان طريقة «أنتي كويم» المبنية على لوحات عصر النهضة لتاريخ البسط الشرقية.
كان مؤرخو الفن هؤلاء على دراية بحقيقة أن منهجهم العلمي كان متحيزًا: إذ صُدِّر السجاد الذي أنتجته المصانع إلى أوروبا الغربية فقط، فكان متاحًا لفنانين عصر النهضة. لم يصل السجاد القروي أو البدوي إلى أوروبا خلال عصر النهضة، ولم يُصوَّر في اللوحات. لم يدرك هواة جمع العملات، مثل: جوزيف ف. ماكمولان أو جيمس ف. بالارد حتى منتصف القرن العشرين القيمة الفنية والتاريخية للسجاد القروي، إذ كان موضع تقدير في العالم الغربي.

## ميزات
أُنتجَ السجاد الوبري ذو التصاميم الهندسية منذ القرن الثالث عشر عند سلاجقة الروم في شرق الأناضول، الذين ارتبطوا تجاريًا مع البندقية منذ عام 1220. ذكر التاجر والمسافر خلال العصور الوسطى ماركو بولو أن السجاد المُنتَج في قونية كان يُصنَّف الأفضل في العالم:
«وهنا يصنعون أجمل الحرير والسجاد في العالم، وبأجمل الألوان»
أُنتجَ السجاد أيضًا في الأندلس، وظهر في لوحة جدارية تعود لأربعينيات القرن العشرين في قصر البابوات، أفينيون. كان أغلب السجاد الموجود في لوحات القرن الخامس والسادس عشر إما من الدولة العثمانية، أو ربما نسخًا أوروبية عن الأنواع الموجودة في البلقان أو إسبانيا أو أي مكان آخر. لكن في الواقع، لم تكن هذه أجود أنواع السجاد الإسلامي في تلك الفترة، ولم يُشاهد سوى عدد قليل من السجاد التركي «عالي الجودة». لم يبدأ السجاد الإيراني بالظهور حتى نهاية القرن السادس عشر، ولكن ازدادت شعبيته بين الأثرياء في القرن السابع عشر.
كانت أولى استخدامات البساط الشرقي في اللوحات الأوروبية هي لوحة  القديس لويس من تولوز يتوج روبرت أنجو، ملك نابولي، للرسام سيمون مارتيني بين عامي 1316-1319 . ظهرت سجادة أخرى في الأناضول بين عامي 1340 - 1345 ضمن لوحة لعائلة مقدسة منسوبة إلى بيترو أو أمبروجيو لورينزيتي (أبيغ ستيفتونغ، ريجيسبرغ) مع وجود حيوانات متناوبة بالأبيض والأسود داخل ميداليات مثمنة ملونة. أخلصت النماذج من البُسط الشرقية الأوروبية للنسخ الأصلية، وذلك بناءً على الأمثلة القليلة المتبقية من السجاد الفعلي من التاريخ المعاصر. يسمح نطاقها الأكبر أيضًا بتصوير أكثر تفصيلًا ودقة من تلك التي تظهر في لوحات مصغرة من تركيا أو بلاد فارس.
تستخدم معظم البسط التصاميم الهندسية الإسلامية، إذ ضمت النماذج المبكرة منها أيضًا الأنماط الحيوانية، مثل: «طائر الفينيق والتنين» المستوحى في الأصل من الصين، كما هو الحال في لوحة دومينيكو دي بارتولو «زواج اللقطاء» (1440). وقد بُسِّطت في أشكال شبه هندسية عند انتقالها إلى العالم الإسلامي. اختفت المجموعة المُشار إليها في الأدب باسم «السجاد الحيواني الأناضولي المبكر» بأكملها من اللوحات بحلول نهاية القرن الخامس عشر. ولم يبقَ سوى عدد قليل من السجاد الأصلي على النمط الحيواني، اثنتان من الكنائس الأوروبية، إذ من النادر الحفاظ عليها. احتُفظَ بـ«سجادة مارب»، أحد أفضل النماذج، في كنيسة ببلدة مارب السويدية، والتكيف الجريء لزخارف «طائر الفينيق والتنين» صينية الأصل في برلين. وكلاهما من السجاد، بطول أقل من مترين، وعرض متر واحد تقريبًا.

## معرض صور

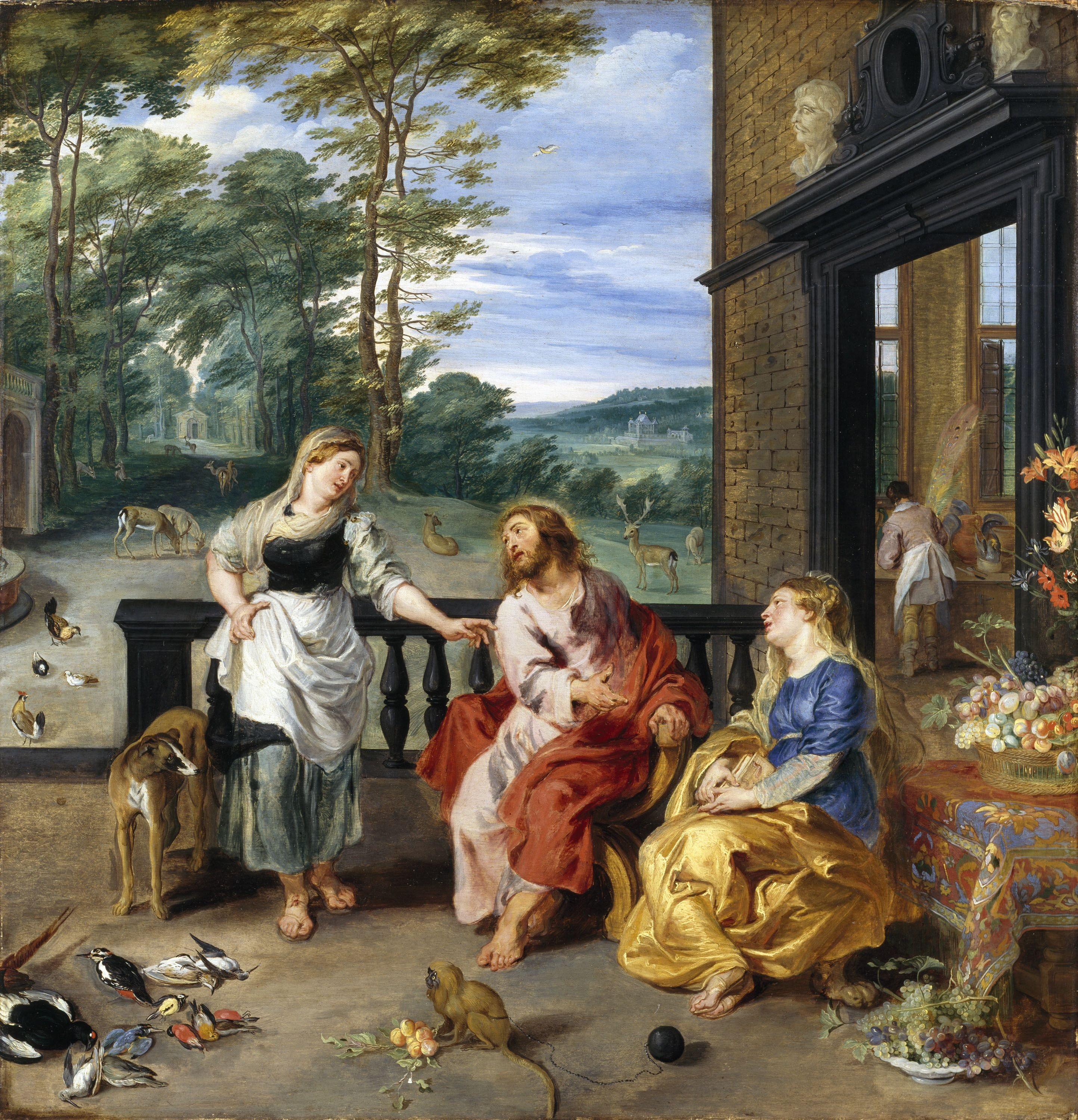
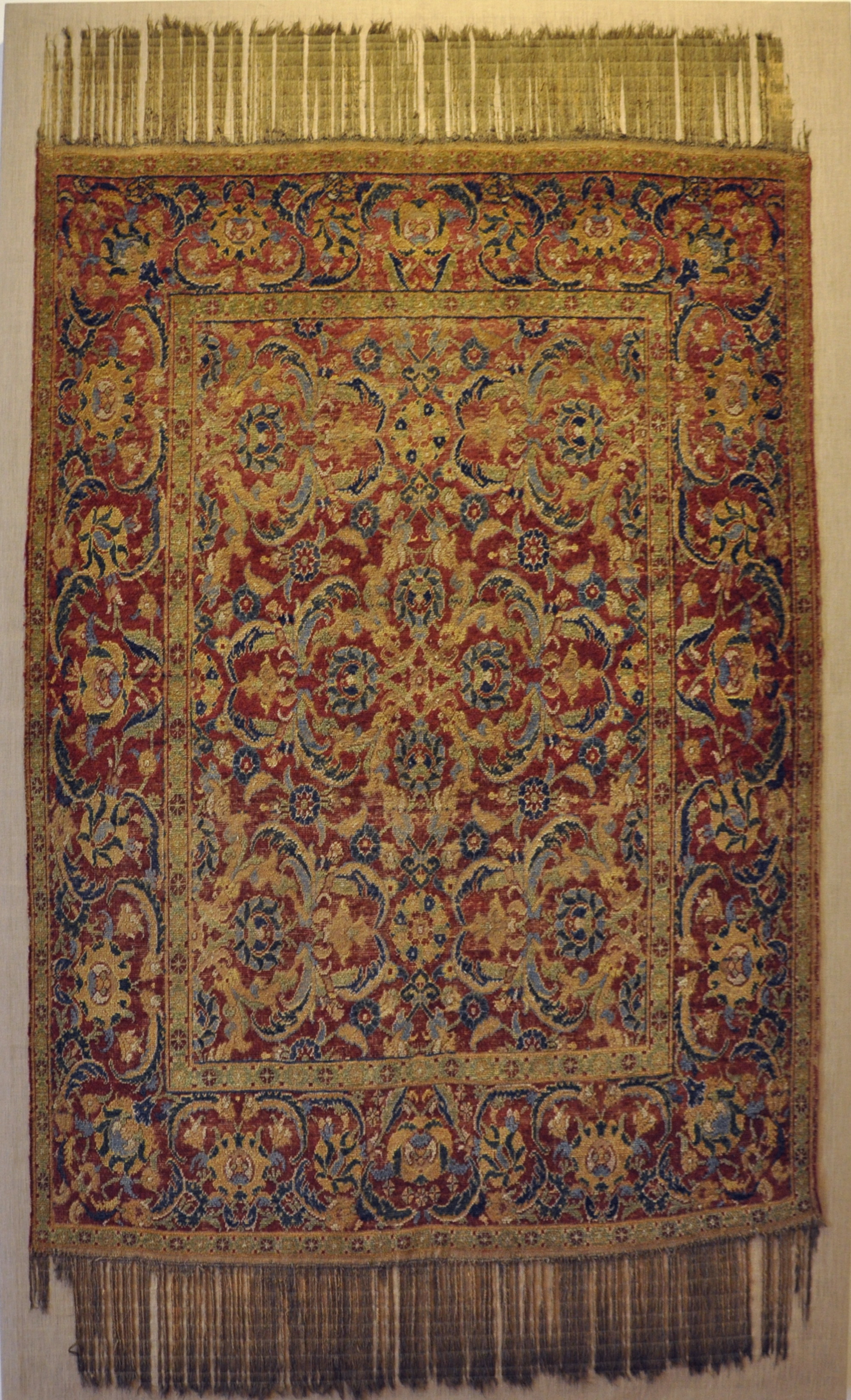
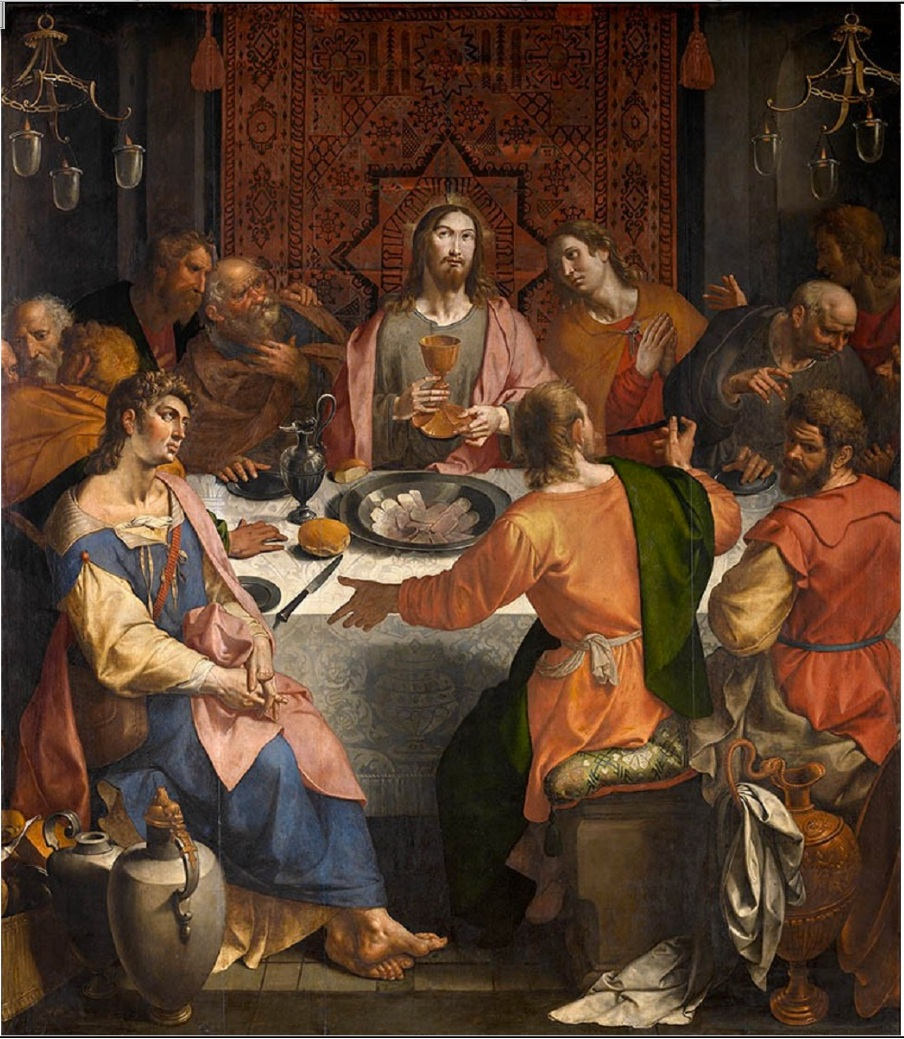
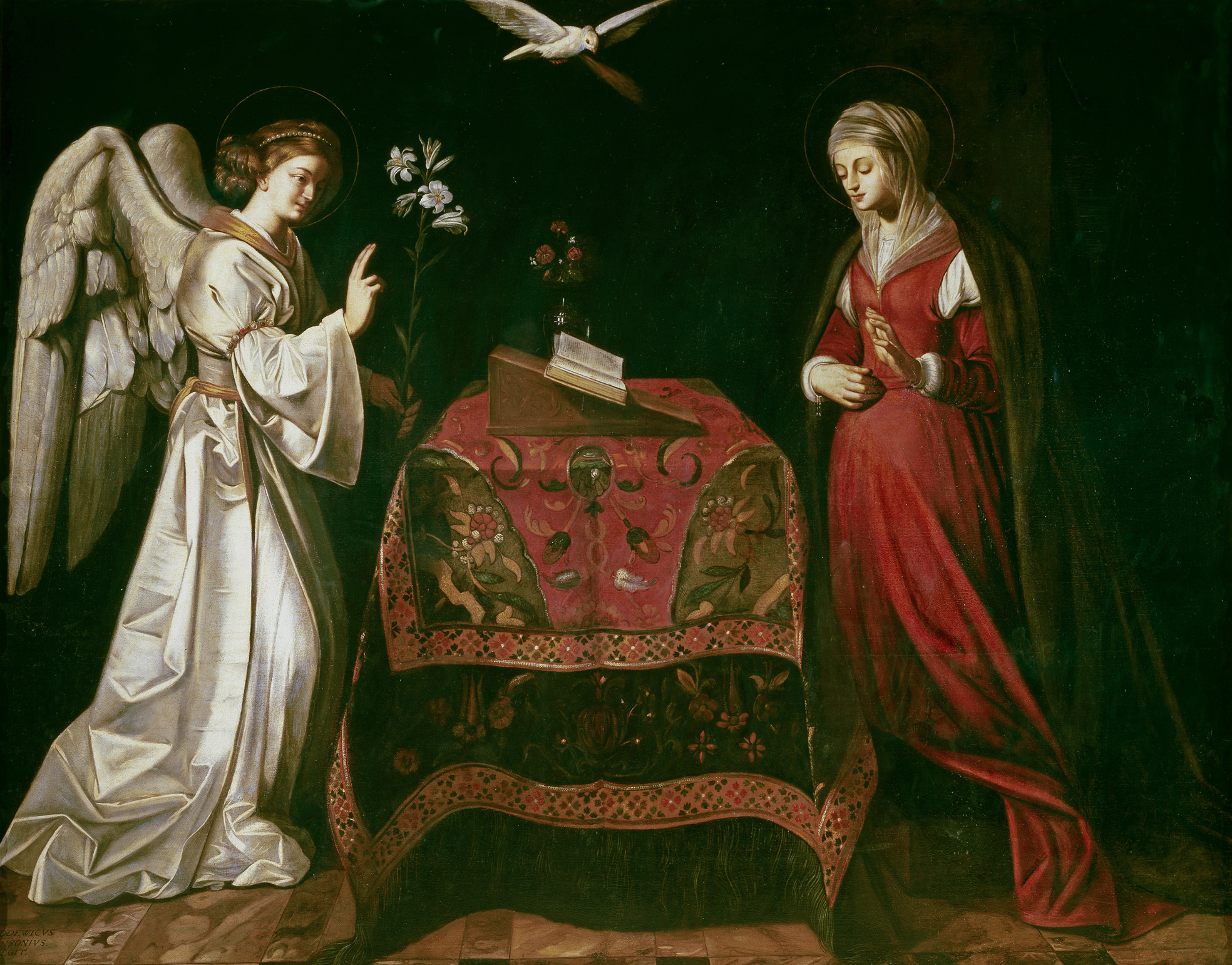
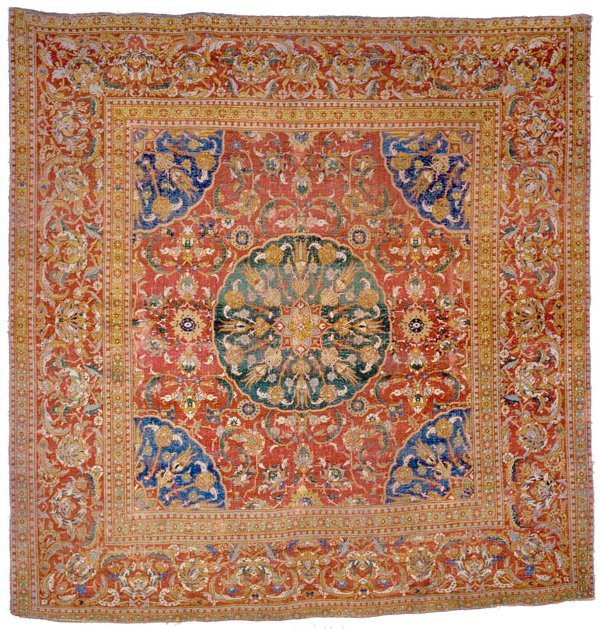
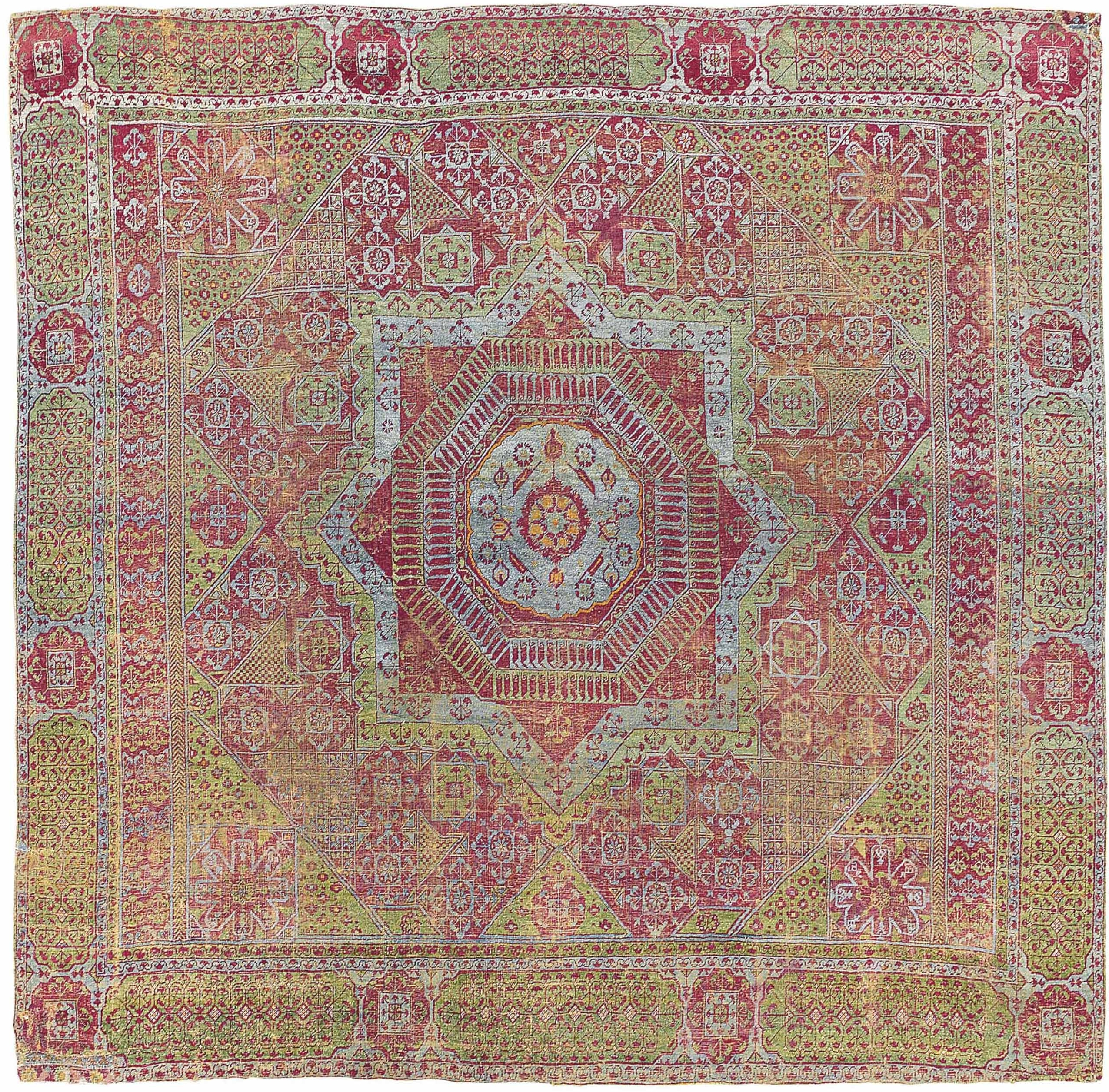